# Sōgetsu-Schule

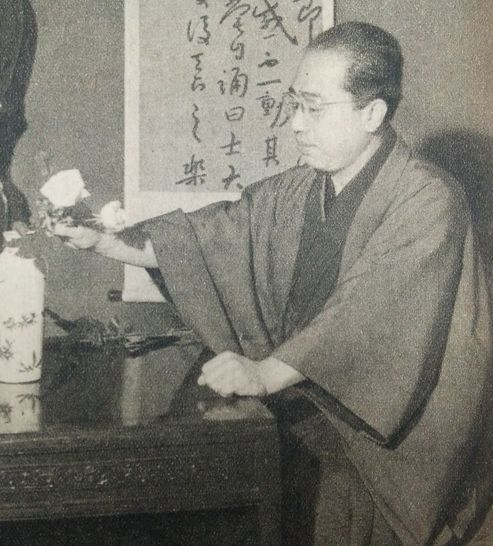
Teshigahara Sōfū

Die Sōgetsu-Schule (japanisch 草月流, Sōgetsu-ryū) ist eine moderne japanische Ikebana-Schule.

## Übersicht
Die Sōgetsu-Schule wurde 1927 von Teshigahara Sōfū (1900–1979) gegründet, als er sich von seinem Vater Teshigahara Kyūji (勅使河原 久次), Präsident der „Japan Society of Ikebana“ (日本生花学会), trennte. Er gehörte dann zu den führenden Persönlichkeiten, die das traditionelle Ikebana in eine avantgardistische, ausdrucksstarke Form entwickeln wollten. Sōfū stellte seine Werke in den Vereinigten Staaten und in europäischen Ländern aus und trug so zur internationalen Verbreitung von Ikebana bei. Nach seinem Tod 1979 übernahm seine Tochter Teshigahara Kasumi (勅使河原 霞; 1932–1980) die Leitung. Nach ihrem Tode folgte ihr Bruder Teshigahara Hiroshi (勅使河原 宏; 1927–2001), ein gestandener Filmproduzent. Derzeit steht die Leitung unter dessen Tochter Teshigahara Akane (勅使河原 茜; geboren 1960).
In der Sōgetsu-Schule erwirbt der Schüler das grundlegende Verständnis systematisch durch das Nachahmen verschiedener Formen. Diese Vorgehensweise „Kakeihō“ (花型法) – etwa „Methode der Blumengestalt“ genannt, ermöglicht dem Schüler einen schnellen Zugang, auch wenn er ein kompletter Neuling ist.
Die Sōgetsu-Schule befindet sich in dem von Tange Kenzō im Bezirk Minato von Tokio errichteten Gebäude „Sōgetsu Hall“. 
.

## Bilder

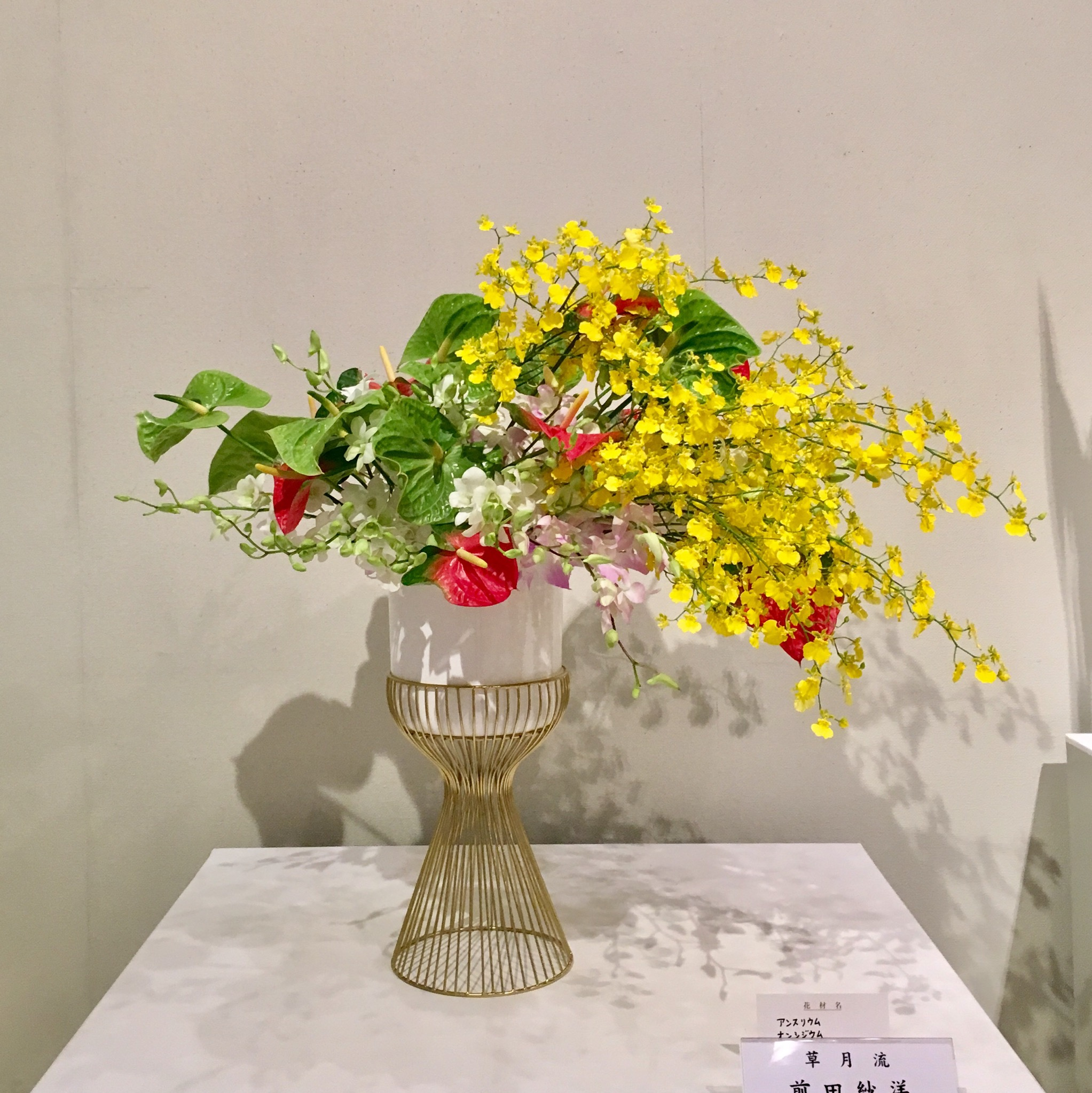
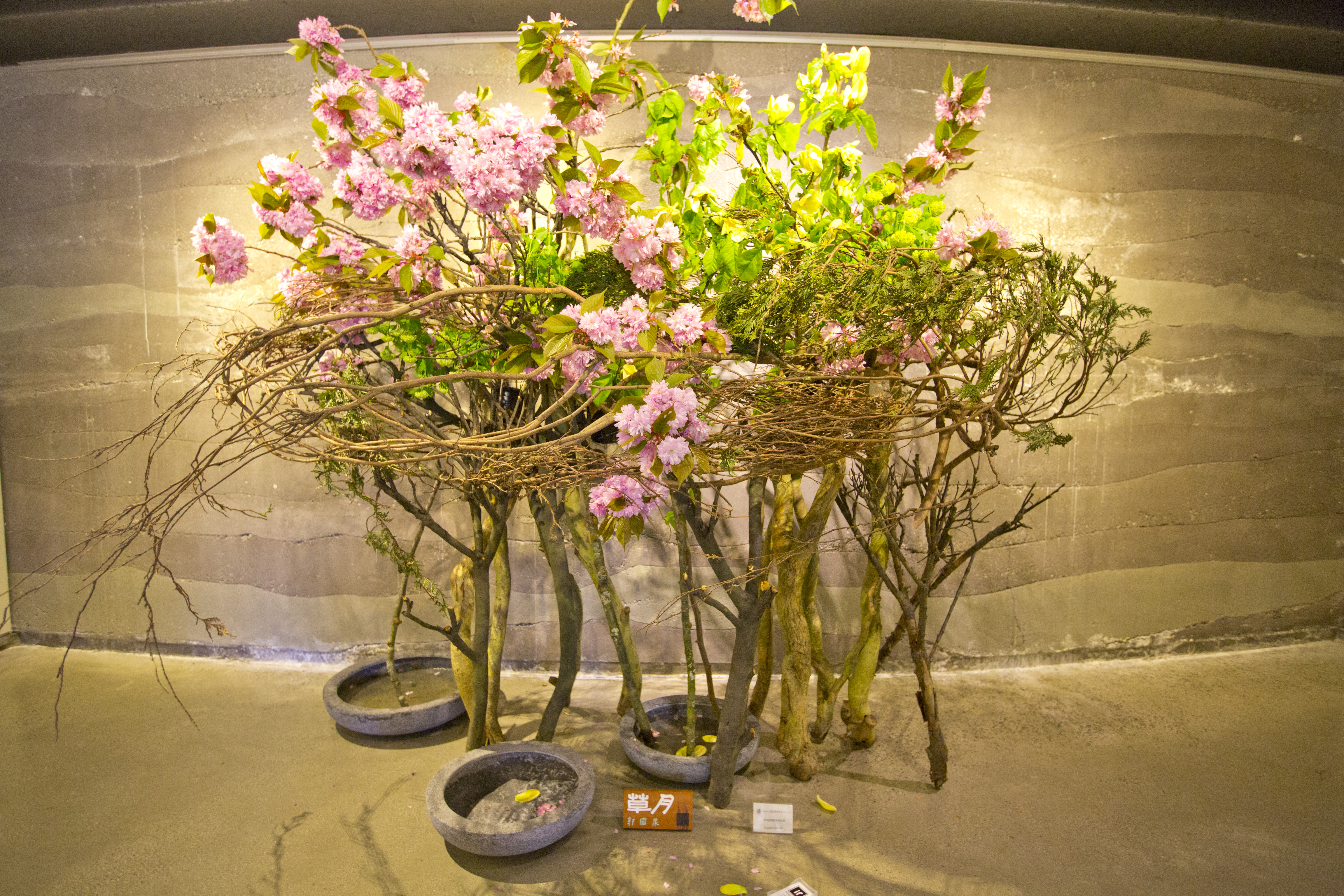
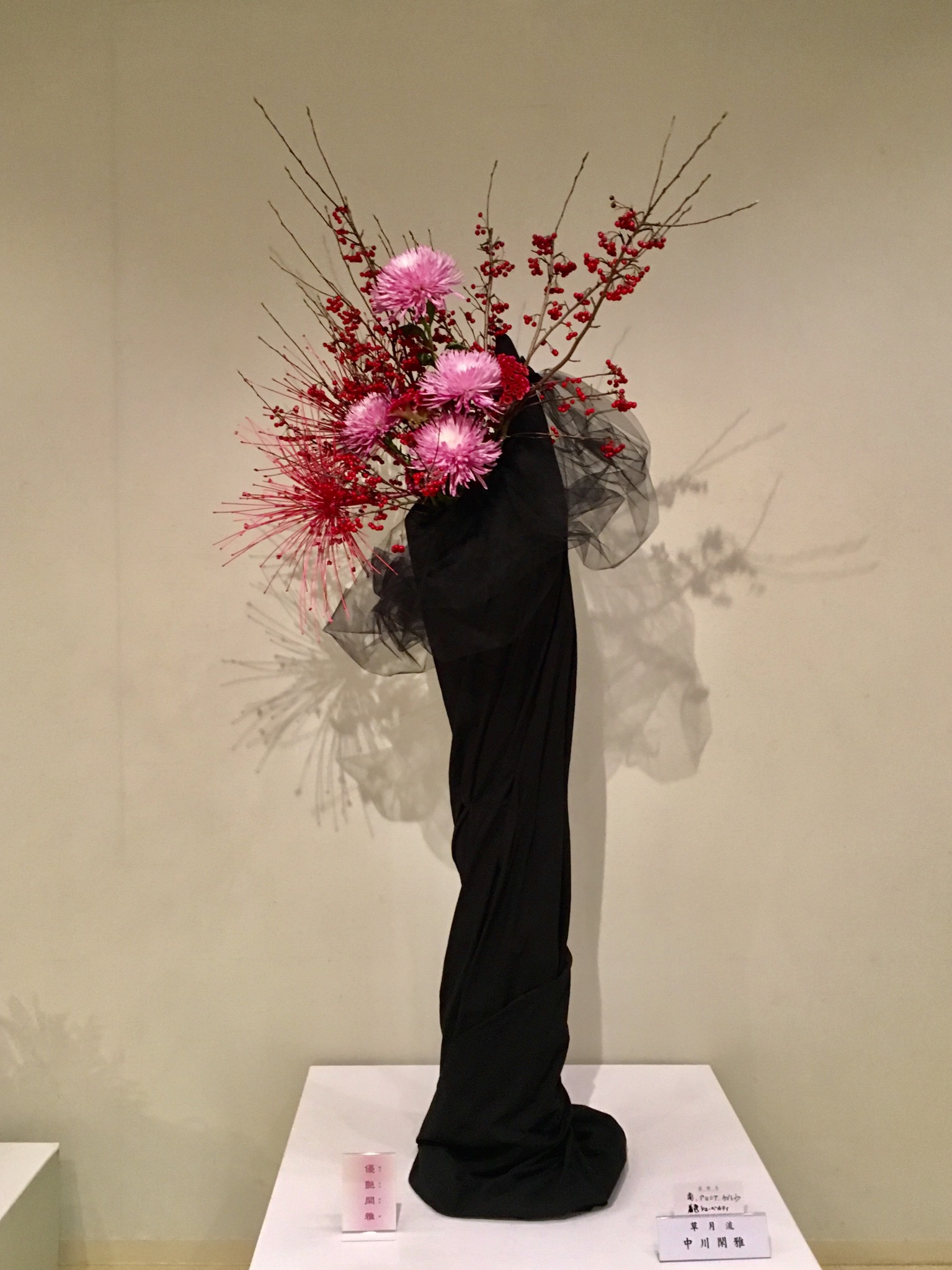
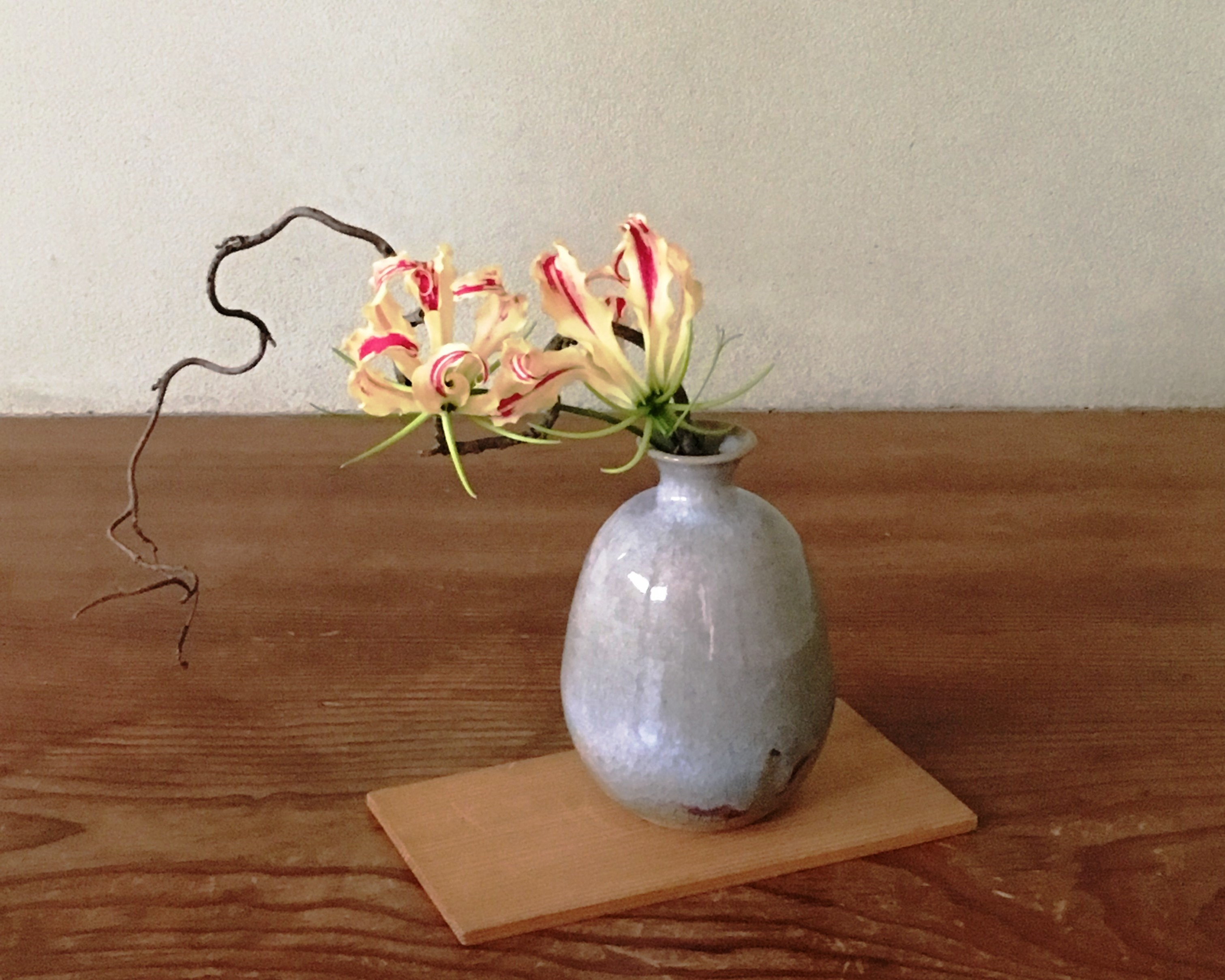
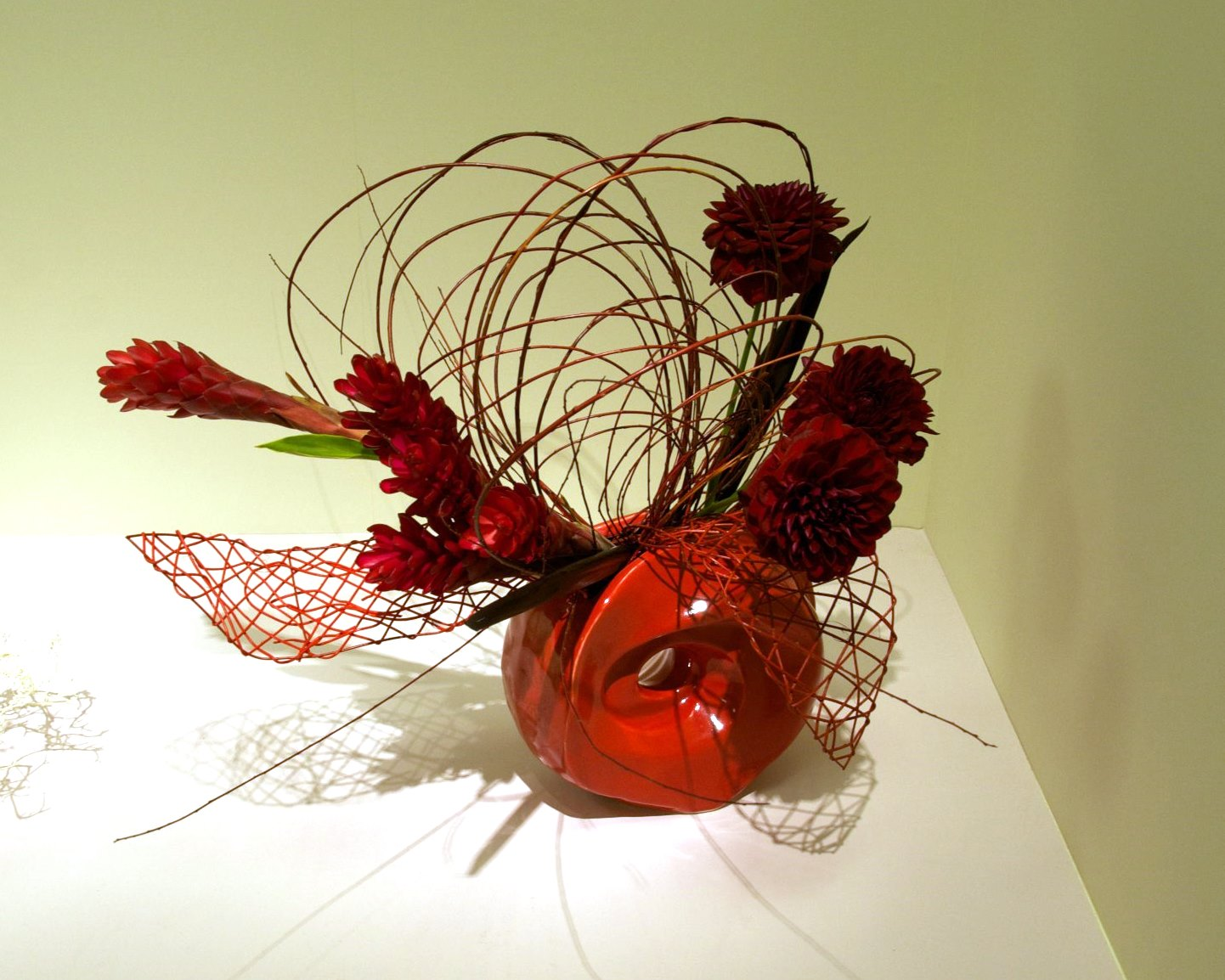